# Râul Stăniște
Râul Stăniște este un curs de apă, afluent al râului Prisăcina. 

## Hărți
- Harta județului Caraș-Severin